# Алехандро Аравена
Алехандро Аравена (на испански: Alejandro Aravena) е чилийски архитект. Изпълнителен директор на фирмата Elemental S.A..

## Биография
Роден е на 22 юни 1967 г. в Сантяго де Чиле, Чили. Следва архитектура в Папския католически университет на Чили в Сантяго де Чиле. Основава собствено архитектурно бюро през 1994 г. Между 2000 и 2005 г. е гостуващ професор в Харвардския университет. Получава престижната архитектурна награда Прицкер (на английски: Pritzker) през 2016 г.

## Творчество
Сред проектираните от Аравена сгради са Математическият факултет (1999) и Факултетът по медицина (2004), а след това и на т.нар. „Сиамски кули“ (2005) на Папския католически университет на Чили, Домът на скулптора, жилищен квартал в град Монтерей в Мексико (2010), три от сградите на католическия университет „Св. Едуард“ в Остин, Тексас (2008), на детски площадки в градския парк на Сантяго де Чиле (2012).

## Галерия
- „Сиамските кули“ в кампуса Сан Хоакин на Папския католически университет на Чили (2005)
- Център за иновации „Анаклето Анджелини“ в кампуса Сан Хоакин на Папския католически университет на Чили
- Дом на културата в Конститусион
- Общежитие на католическия университет „Св. Едуард“ в Остин, Тексас (2008)